# Alexander Makarov
Alexander Nikolajewitsch Makarov (* 4. August 1888 in der Zarenstadt Sarskoje Selo bei St. Petersburg; † 13. Mai 1973 in Heidelberg) war ein russisch-deutscher Rechtswissenschaftler.

## Leben
Alexander Makarov war ein Sohn des St. Petersburger Architekten Nikolaus Makarov (1859–1890) und dessen Ehefrau Ljubov Bruni (1865–1936). Seine Familie gehörte dem russisch-nationalen, europäisch gebildeten und kosmopolitisch orientierten Bürgertum an.
1906 immatrikulierte Makarov sich an der Universität St. Petersburg für das Fach Rechtswissenschaften, legte 1910 das juristische Staatsexamen ab und bereitete sich auf die Professur am dortigen Lehrstuhl für öffentliches Recht vor. 1914 wurde er Magister mit akademischer Lehrbefugnis. 1921 erhielt Makarov den Lehrauftrag für „Internationales Privatrecht“, das er bis 1925 am Institut für Volkswirtschaft lehrte. Von 1920 bis 1922 lehrte er zudem „Internationales Seerecht“ an der Marineakademie St. Petersburg.
1925 musste Makarov seine Heimat verlassen, nachdem er von der Sowjetregierung aus dem Amt entfernt worden war. Da seine Arbeitsschwerpunkte auf dem Gebiet des Völkerrechts lagen, kam er zum Berliner Kaiser-Wilhelm-Institut für ausländisches öffentliches Recht und Völkerrecht, wo Viktor Bruns ihm 1928 in den Fontes Iuris Gentium eine Stellung verschaffte. Bald kam er in das von Ernst Rabel geleitete Schwesterinstitut für ausländisches und internationales Privatrecht.
Nach dem Zweiten Weltkrieg wurde das Institut nach Tübingen verlegt. Dort war Makarov als Hochschullehrer bis zur Verlegung des Institutes nach Hamburg im Jahre 1956 tätig. Er kehrte an das Kaiser-Wilhelm-Institut zurück, das 1945 im Krieg zerstört und 1949 als Max-Planck-Institut für ausländisches öffentliches Recht und Völkerrecht in Heidelberg wiedererrichtet worden war. Dort lehrte er Völkerrecht und internationales Privatrecht, eine in romanischen Ländern übliche, in Deutschland seltene Fächerkombination.
Hermann Mosler bezeichnete Makarov als einen Juristen mit internationalem Ansehen.
Auf dem Gebiet des Staatsangehörigkeitsrechts hat er mit seinem Werk „allgemeine Lehren des Staatsangehörigkeitsrechts“ (1947) die eigenständigste und für die Wissenschaft bedeutendste Leistung erbracht. Mit seiner übernationalen, systematischen Bearbeitung des Staatsangehörigkeitsrechts (statt der bloßen Sammlung und Kommentierung einzelner Gesetze) erhob er sie zum Rang einer eigenen Disziplin und schuf sogleich ein Standardwerk dieses Rechtsgebiets. Durch seine Studien zu aktuellen Einzelfragen des deutschen Staatsangehörigkeitsrechts beeinflusste er die Praxis und schließlich die Gesetzgebung. Das Bundesverfassungsgericht hatte sich mit einer Verfassungsbeschwerde aus dem Jahr 1962 betreffend Wiedergutmachung (Artikel 116 Abs. 2 des Grundgesetzes) zu befassen und mit Beschluss vom 14. Februar 1968 (2 BvR 557/62) darüber entschieden. Diese Grundsatzentscheidung löste unter Rechts- und Verwaltungswissenschaftlern eine Kontroverse aus, nachdem Makarov das Gericht kritisiert hatte. Er stellte fest, die Richter hätten die Bestimmungen falsch ausgelegt und daraus falsche Schlussfolgerungen gezogen, die dem geltenden Recht keinesfalls entsprächen.
Zum Entnazifizierungsverfahren des Carl Bilfinger stellte Makarov – abweichend von einigen Fachkollegen – fest, Bilfinger habe eine „mit der totalitären Weltanschauung unvereinbare Toleranz“ gelebt.
Erwin Riezler, Autor des Buches Internationales Zivilprozessrecht und prozessuales Fremdenrecht, bedankte sich im Vorwort bei Makarov für dessen Mitwirkung (Korrekturen, Verbesserungen) an seinem Werk.

## Familie
1925 heiratete Alexander Makarov in Leningrad Katharina Gutheil (1898–1978). Sie hatten zwei Töchter.

## Ehrungen
- 1949 Ehrendoktor der Universität Hamburg
- Großes Verdienstkreuz am Band[6]

## Öffentliche Ämter
- Vizepräsident des Instituts de Droit international
- Mitglied der Enquete-Kommission beim  Bundesinnenministerium zur Reform des Staatsangehörigkeitsrechts
- Mitglied bei den Beratungen der Staatsangehörigkeitskonventionen des Europarates

## Schriften (Auswahl)
- Der Völkerbund, 1922
- Grundlagen des Internationalen Privatrechts, 1924
- Quellen des Internationalen Privatrechts, 1929, 1953, 1960 (nach seinem Tod weitergeführt)
- Handbuch der diplomatischen Korrespondenz der europäischen Staaten, 1856-85, 1932
- Das Problem des anzuwendenden Kollisionsrechts, 1944
- Zur Behandlung von deutschen Zwangseinbürgerungen 1938 bis 1945. 1952, Justizzeitung  S. 403 ff.
- Zur Auslegung mehrsprachiger Staatsverträge, 1968
- Die deutsche Rechtsprechung auf dem Gebiete des internationalen Privatrechts, 3 Bände